# Preselenți, Dobrici
Preselenți (în bulgară Преселенци) este un sat în comuna Gheneral-Toșevo, regiunea Dobrici, Dobrogea de Sud, Bulgaria. 
Între anii 1913-1940 a făcut parte din plasa Casim a județului Caliacra, România.

## Demografie
Componența etnică a satului Preselenți
     Turci (8,02%)
     Nicio identificare (1,82%)
     Bulgari (83,94%)
     Romi (2,55%)
     Altele (3,64%)
La recensământul din 2011, populația satului Preselenți era de 274 locuitori. Din punct de vedere etnic, majoritatea locuitorilor (83,94%) erau bulgari, existând și minorități de turci (8,02%) și romi (2,55%). Pentru 1,82% din locuitori nu este cunoscută apartenența etnică.